# Omar Abd ar-Rahmán
'Omar Abd ar-Rahmán Ahmed Al Raaki Al Amoodi (arabul: عمر عبد الرحمن أحمد الراقي العمودي) (Rijád, Szaúd-Arábia, 1991. szeptember 20. –) a külföldi médiban gyakran Omar Abdulrahman, jemeni származású Egyesült Arab Emírségek-beli válogatott labdarúgó, az Al-Ain középpályása. Az ESPN FC 2012-ben Ázsia legjobb labdarúgójának választotta. 2013-ban a Nemzetközi Labdarúgó-szövetség is beválasztotta a legígéretesebb ázsiaiak közé. A 2012–13-as szezonban a Goal.com beválasztotta az 50 legjobb labdarúgó közé.
Omar pályafutását 2000-ben kezdte, amikor az Al Hilal próbajátékán járt. 2007-ben, 15 évesen csatlakozott az Al Ainhoz. A 2008–09-es szezonban debütált az első csapatban, egyből Etisalat-kupát, Elnök-kupát és Szuperkupát nyert. Habár a következő szezonban keresztszalagsérüléssel küzdött és hat hónapra kidőlt, alapember lett, segített csapatának megúszni a kiesést. A szezont 29 meccsen 11 góllal zárta, megválasztották az év tehetségének. A 2011–12-es szezonban ugyanezzel a sérüléssel küzdött, de visszatérve sérüléséből csapatával megnyerte a bajnokságot. Miután kéthetes próbajátékon járt a Manchester Citynél, visszatért az Al Ainhoz, a 2012–13-as szezon kulcsjátékosaként elnyerte az év egyesült arab emírségekbeli labdarúgója, a szurkolók év játékosa és az év fiatal arab játékosa díjakat, csapatával szuperkupát és bajnokságot nyert. 31 meccsen 8 gólt lőtt, 16 gólpasszt adott. 2014-ben a hazai sorozatokat figyelembe véve a legtöbb, 19 gólpasszt adta.
Testvérei Ahmed, Khaled és Mohamed.